# Edith Iltschev-Döberl

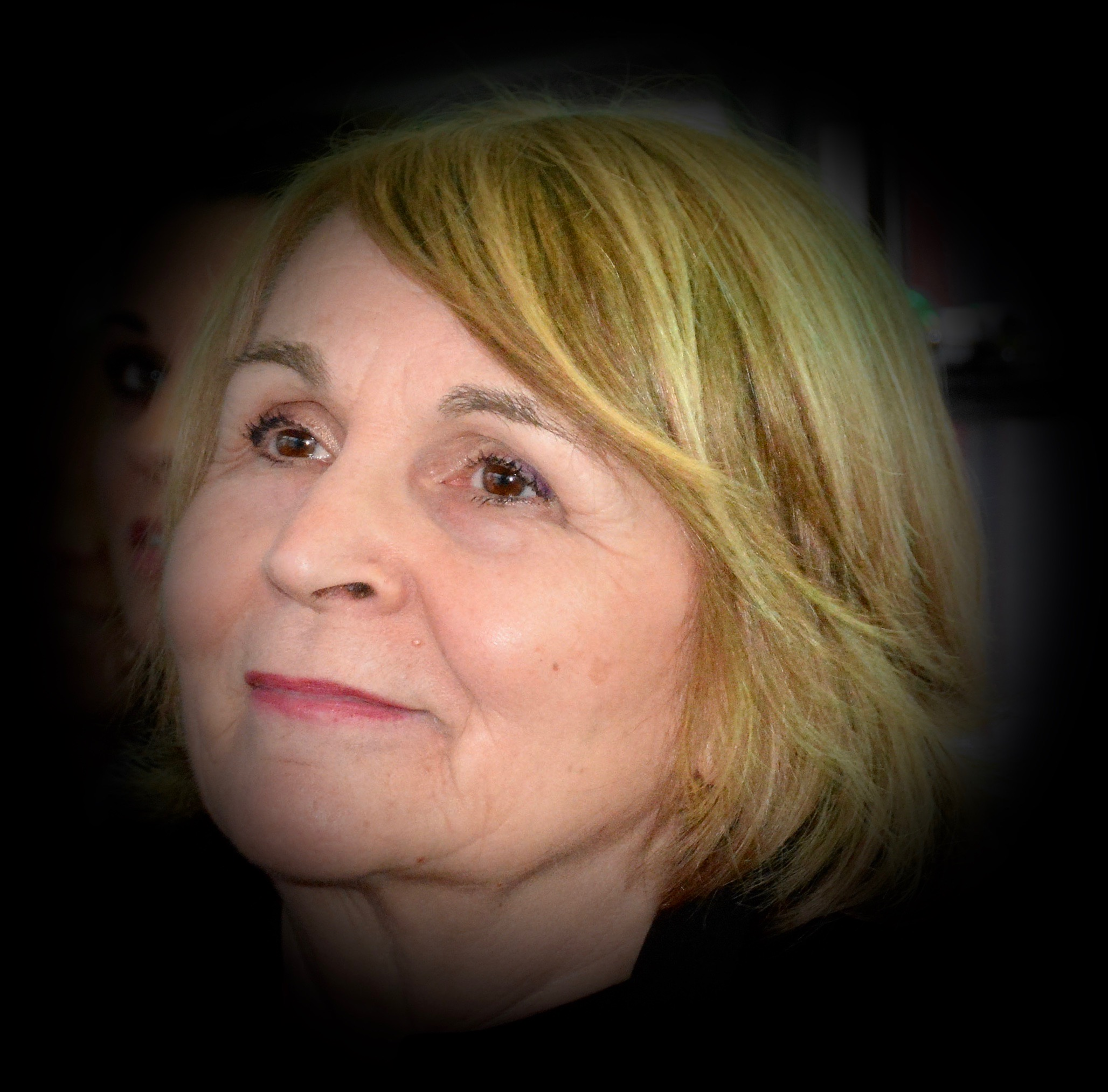
Edith Iltschev-Döberl, Perg (2015)

Edith Iltschev-Döberl (geborene Edith Juen; * März 1945 in Bad Hall) ist eine oberösterreichische Künstlerin.

## Leben und Wirken
Edith Iltschev-Döberl wuchs im Haus der Großeltern in Perg auf und verbrachte viel Zeit in der Schmiede ihres Großvaters, der als Huf- und Wagenschmiedemeister tätig war. Sie erlernte zunächst im Geschäft ihrer Adoptivmutter den Kaufmannsberuf und entschloss sich erst mit 25 Jahren zu einem Studium. Sie studierte von 1970 bis 1976 Medizin an der Medizinischen Universität Wien. Sie schloss ihr Facharztstudium 1979 ab und war bis zu ihrer Pensionierung 30 Jahre freiberuflich als Zahnärztin in Perg tätig.
Sie ist verheiratet und Mutter von zwei Töchtern. Als Künstlerin ist sie Autodidaktin. Sie stellt in ihrem Atelier in Windhaag bei Perg vorwiegend Ölmalereien und Acrylbilder, aber auch Skulpturen (Köpfe) her. Ein erstes Gedicht erschien 1960 unter ihrem Mädchennamen Edith Juen in den Oberösterreichischen Nachrichten. 2018 veröffentlichte sie ihren ersten Gedichtband. Seither präsentiert sie bildhauerische Werke im Rahmen von Ausstellungen und Gedichte und Erzählungen im Rahmen von Leseabenden.
Die Künstlerin ist Mitglied der Kunst- und Kulturvereinigung Brauhausgalerie Freistadt im Brauhaus Freistadt.

## Ausstellungen
- Keramikköpfe, Gießenbachmühle in der Stillensteinklamm, St. Nikola an der Donau, 2008[2]
- Einzelausstellung in der Brauhausgalerie, 2009[3] und weitere Beteiligungen an Gemeinschaftsausstellungen
- Reflexionen, Gwölb in Haslach, Haslach an der Mühl, 2012[4]
- Weibsbilder, Gemeinschaftsausstellung im Kulturhaus Bruckmühle, Pregarten, 2012[5]
- Köpfe in Bild und Ton, Steinbrecherhaus, 2015[6]
- Menschenbilder und andere, Klub Austria Superior, Linz, 2015

## Literarische Werke
- Gestern und heute und überhaupt! Erlebtes und Erträumtes, Gedichte in Hochsprache und Dialekt. Verlag am Sipbach, 2018, ISBN 978-3-903259-01-0.[7]
- Granitland. Autobiographische Texte und Gedichte. Verlag am Sipbach, 2019, ISBN 978-3-903259-10-2.
- Gemischt. Gedichte. 2022, ISBN 978-3-903259-38-6.

## Medien
- Radio Bruckmühle bringt Gedichte von Edith Iltschev-Döberl Zum Nachhören
- Hörbuch Granitland. Autobiographische Texte und Gedichte, gelesen von Frank Hoffmann, DNB 1201480051.